# ملكة جمال العالم 1954
ملكة جمال العالم 1954 هي مسابقة ملكة جمال العالم الرابعة في تاريخ مسابقة ملكة جمال العالم منذ انطلاقتها عام 1951، عقدت المسابقة في 18 أكتوبر 1954 في مسرح لايسيوم في لندن ، المملكة المتحدة. شهد هذا العم تنافست 17 متسابقة على التاج، في نهاية الحدث توجت أنتيجون كوستاندا من مصر من قبل ملكة جمال السابقة دينيس بيريير الفرنسية.

## النتائج

### المراكز النهائية

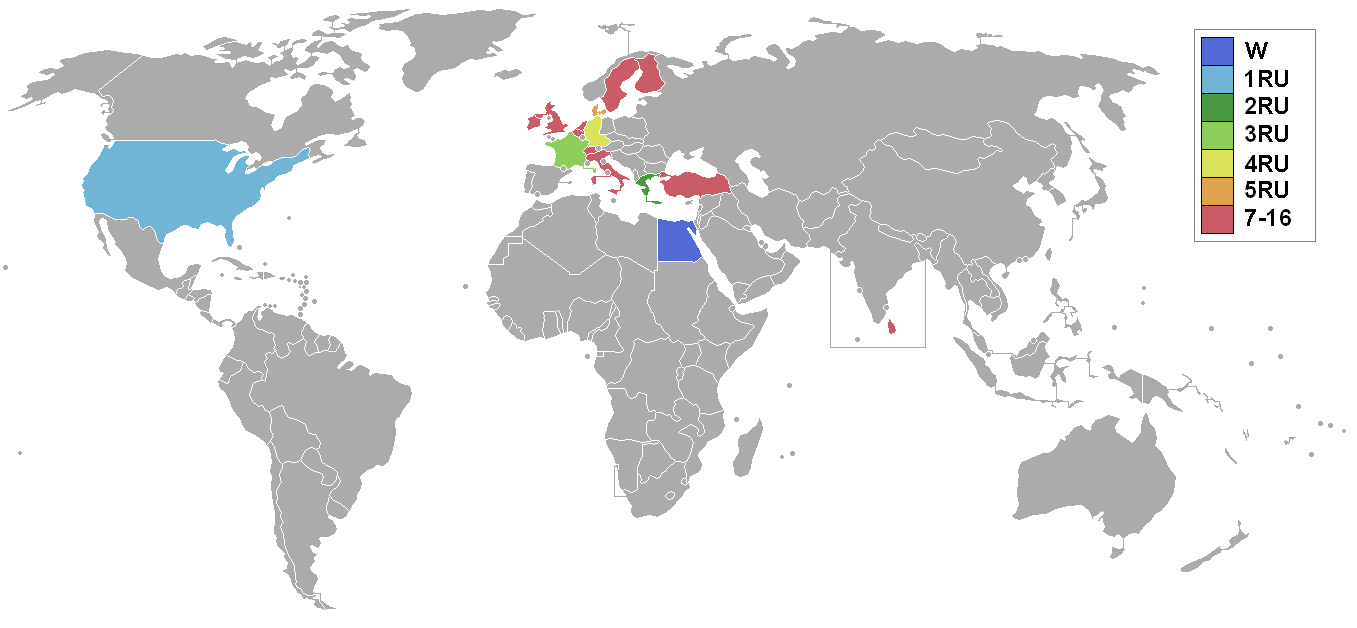
البلدان والأقاليم التي أرسلت المندوبين والنتائج لملكة جمال العالم 1954

| النتائج النهائية      | المتنافسة                            |
| --------------------- | ------------------------------------ |
| ملكة جمال العالم 1954 | - مصر - أنتيجون كوستاندا             |
| الوصيفة الأولى        | - الولايات المتحدة - أندرياس هولتمان |
| الوصيفة الثانية       | - اليونان - إفي ميلا                 |
| الوصيفة الثالثة       | - فرنسا - كلودين بلوز                |
| الوصيفة الرابعة       | - ألمانيا - فروك فالتر               |
| الوصيفة الخامسة       | - الدنمارك - غريت هوفنبلاد           |

## المتسابقات
- بلجيكا - نيللي الفير ديهم
- سيلان[4] - جانيت دي جونك
- الدنمارك - جريت هوفنبلاد
- مصر - أنتيجون كوستاندا
- فنلندا - إيفون دي بروين
- فرنسا[4] - كلودين بلوز
- ألمانيا - فروك فالتر
- المملكة المتحدة[5] - باتريشيا بتلر
- اليونان[4] - إفي ميلا
- هولندا[4] - كوني هارتفيلد
- أيرلندا - كوني رودجرز
- إيطاليا[4] - كريستينا فانتوني
- السويد - مارغريتا ويستلينغ
- سويسرا - كلودين بولر
- ترينيداد وتوباغو - سيتا أندراني مهابر
- تركيا - سيبل غوكسيل
- الولايات المتحدة - كارين هولتمان

### الظهور لأول مرة
- بلجيكا
- إيطاليا
- تركيا
- ترينيداد وتوباغو

### الرجوع
آخر منافسة في 1952:
- أيرلندا

### الانسحبات
- إسرائيل
- موناكو
- النرويج

## الروابط الخارجية
- موقع ملكة جمال العالم الرسمي